# Jussara Cony
Jussara Rosa Cony (Cacequi, 7 de novembro de 1942) é uma farmacêutica e política brasileira.

## Trajetória política
Filha de um ferroviário comunista, começou a militar no movimento secundarista aos 14 anos, chegando a participar da Campanha da Legalidade. Durante a graduação em Farmácia, na UFRGS, participou do movimento estudantil combatendo a ditadura militar, entre 1972 e 1978.
Filiada ao Partido Comunista do Brasil (PCdoB), foi vereadora em Porto Alegre entre 1982 a 1988, e deputada estadual no Assembleia Legislativa do Rio Grande do Sul, entre 1991 e 2006. Exerceu, pela segunda vez, o cargo de vereadora em Porto Alegre entre 2012 e 2016.

## Contribuições para a saúde pública no Brasil
Farmacêutica, com pós-graduação em Ciências Farmacêuticas, Jussara é servidora aposentada da UFRGS e esteve presente na histórica 8ª Conferência Nacional em Saúde (1986) como delegada pelo Sindicato dos Farmacêuticos do Rio Grande do Sul. Evento esse que serviu de inúmeras contribuições para a reorganização do sistema de saúde brasileiro depois do fim do regime ditatorial militar. 
Jussara participou da 16ª Conferência Nacional em Saúde (2019) como uma das palestrantes da chamada Mesa de Debate 2, a fim de discussão do tema intitulado "Consolidação dos Princípios do Sistema Único de Saúde (SUS)”.

## Carreira na Saúde
Jussara foi Diretora Superintendente do Grupo Hospitalar Conceição (GHC) e Secretária de Estado de Meio Ambiente, no governo Tarso Genro (2011-2014). Também fez parte  da União Brasileira de Mulheres (UBM) como Membro fundadora. Atualmente é Coordenadora da Comissão de Direitos Humanos e Políticas Públicas na UBM-RS. Ela também é Vice-presidente nacional do Centro Brasileiro de Solidariedade Aos Povos e Luta Pela Paz (CEBRAPAZ), filiado ao Conselho Mundial da Paz. Jussara também foi Presidente da Associação dos Farmacêuticos do Rio Grande do Sul, por dois mandatos (1978-1982), tendo sido a representante da entidade no Movimento da Reforma Sanitária.